# Enclos paroissial de Quéménéven
L'enclos paroissial de Quéménéven est un enclos paroissial situé dans la commune de Quéménéven (Finistère, Bretagne). Il inclut l'église Saint-Ouen, une porte triomphale et un calvaire. Le clocher et le porche de l'église sont classés monument historique en 1969.

## Galerie

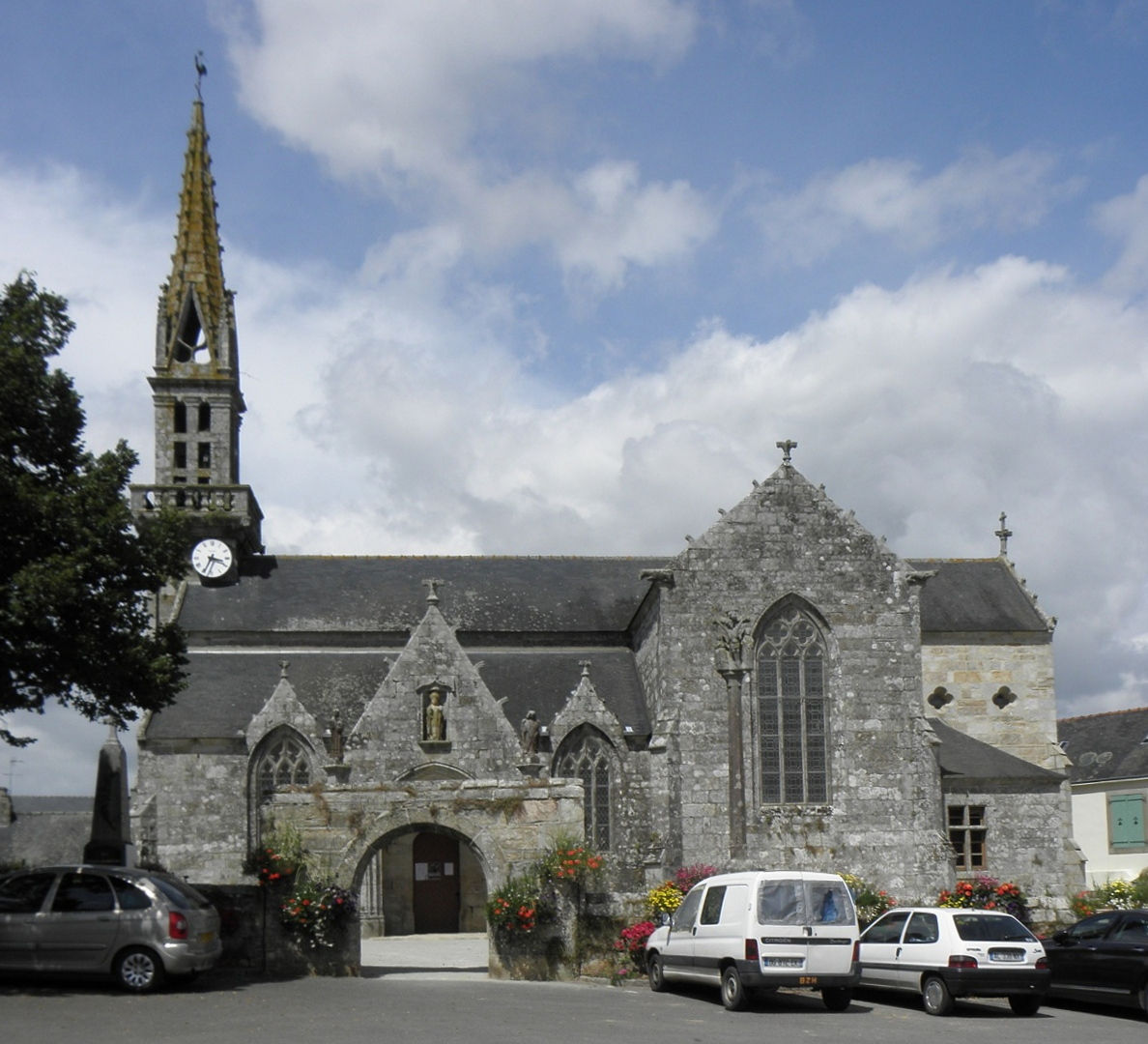
L'église et la porte monumentale.
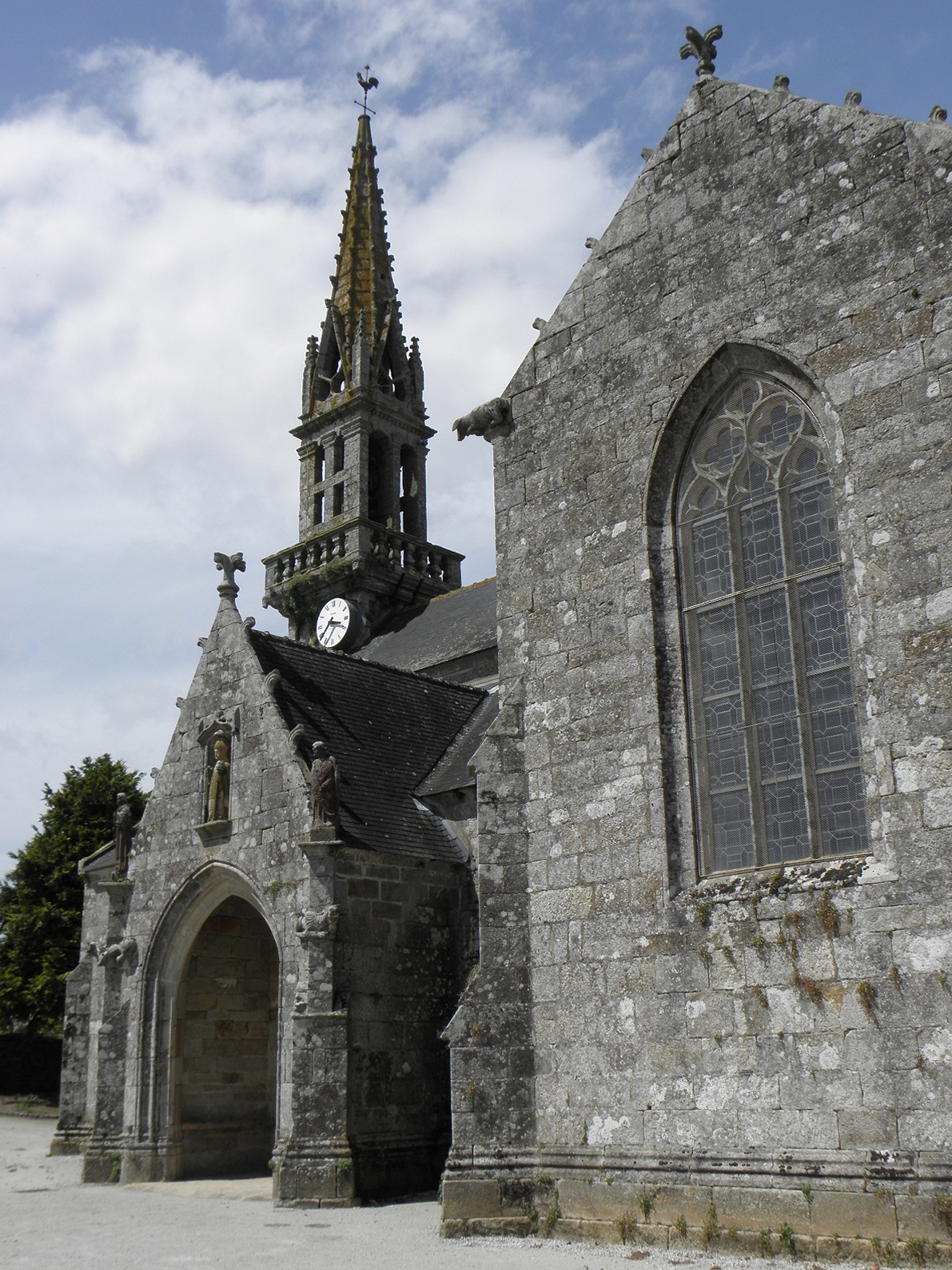
Le porche et le clocher
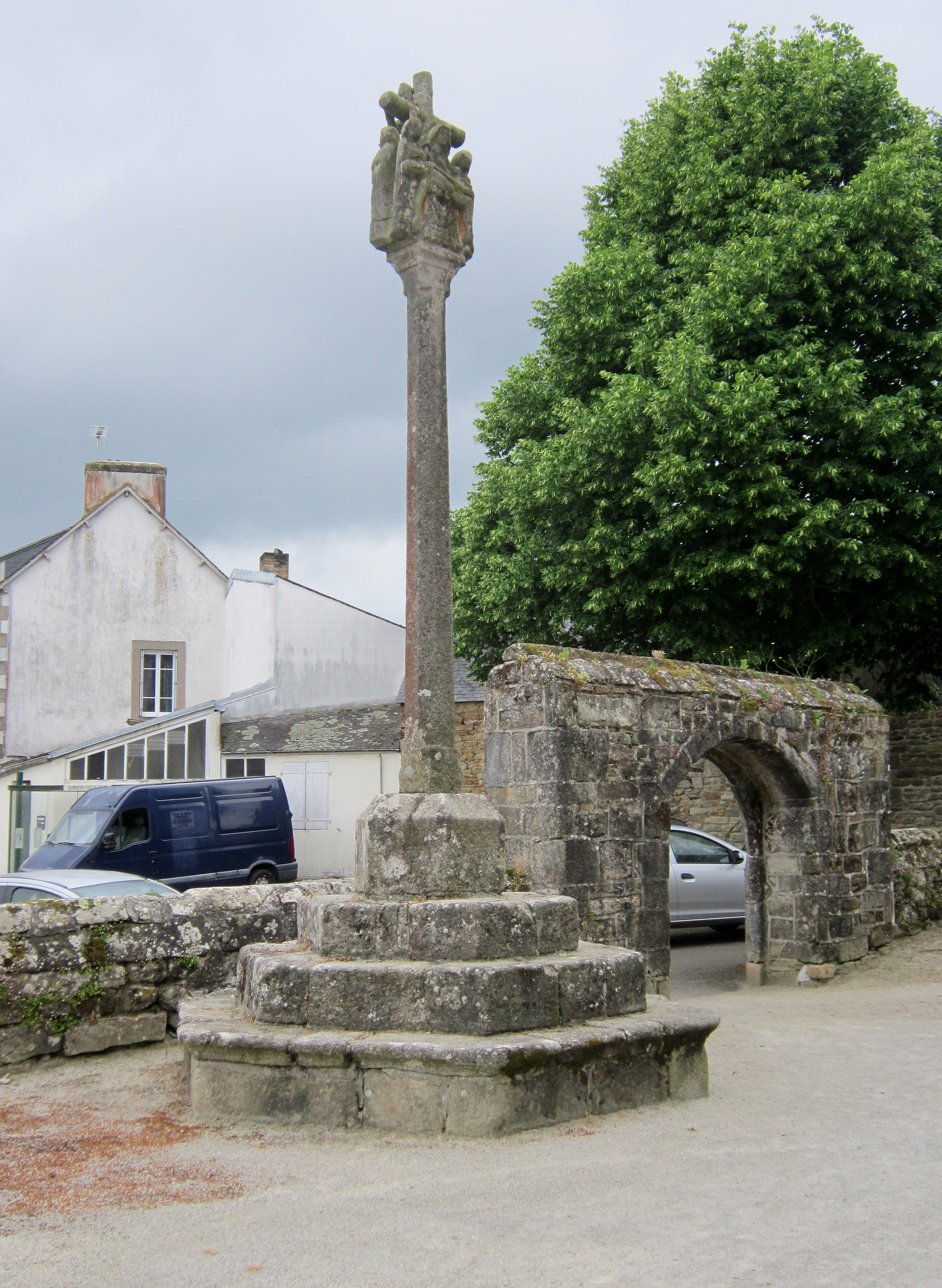
Le calvaire et le portail.